# Chiến tranh Nam Tề – Bắc Ngụy
Chiến tranh Nam Tề-Bắc Ngụy diễn ra vào thời Nam-Bắc triều trong lịch sử Trung Quốc giữa nhà Nam Tề và nhà Bắc Ngụy. Từ năm 479 đến năm 500, Nam Tề cùng Bắc Ngụy tranh giành các khu vực ngày nay là An Huy, Giang Tô, Hà Nam, Hồ Bắc. Quân Tề cuối cùng phải chịu thất bại.

## Diễn biến

### Giai đoạn 479 - 482
Thời Nam Bắc triều, thời gian thống trị của nhà Nam Tề là ngắn nhất, chỉ có 23 năm. Tháng 4 năm 479, Tướng quốc, Tề công nhà Lưu Tống là Tiêu Đạo Thành tiến tước làm vương, không đến 20 ngày, Tống Thuận đế Lưu Chuẩn bị bức phải nhường ngôi. Tề vương Tiêu Đạo Thành xưng đế, quốc hiệu là Tề, niên hiệu là Kiến Nguyên năm đầu, tức là vua Tề Cao đế; đô thành là Kiến Khang.
Tháng 11, Bắc Ngụy Hiếu Văn Đế Thác Bạt Hoành lấy việc phục quốc cho Đan Dương vương Lưu Sưởng nương nhờ ở Ngụy từ năm 465 làm lý do, cử đại quân chia làm nhiều đường đánh Tề.
Tề Cao đế Tiêu Đạo Thành sai kiêu kỵ tướng quân Vương Hồng Phạm đi sứ Nhu Nhiên, ước hẹn cùng đánh Ngụy, Nhu Nhiên ưng thuận, đưa 10 vạn kỵ binh đánh Ngụy, nhưng chỉ đến biên giới đã trở về.
Tháng 1 năm sau, Lũng Tây công Thác Bạt Sâm nhà Bắc Ngụy hạ được thành Mã Đầu. Nước Tề nghe tin phát binh chống lại, đánh bại quân Ngụy đến tấn công Chung Li.
Tháng 2, Ngụy đế lệnh cho Lương quận vương Thác Bạt Gia và Lưu Sưởng soái binh đánh Thọ Dương. Đối mặt với 20 vạn đại quân kỵ bộ đến đánh, thứ sử Dự Châu nhà Nam Tề là Viên Sùng Tổ quyết định dùng nước làm binh, đắp đập trên sông Phì Thủy ở phía tây bắc của thành, sau đó tháo đê thả nước tấn công quân Ngụy, nhờ vậy mà bảo vệ được Thọ Dương.
Tháng 9 nhuận, Thác Bạt Gia soái 10 vạn quân tấn công Cù Sơn của nước Tề, bị quân Tề phòng thủ Cù Sơn đánh bại. Tề đế lại sai quân chủ Thôi Linh Kiến soái hơn vạn người từ Hoài vào Đông Hải tăng viện, quân Ngụy bèn lui đi.
Tháng 1 năm 481, quân Ngụy tiến đánh Hoài Dương của nước Tề, vây quân chủ Thành Mãi của Tề ở Giác Thành. Tề đế sai Lĩnh quân tướng quân Lý An Dân làm đô đốc, cùng quân chủ Chu Bàn Long đi cứu. Quân Ngụy ven bờ sông Hoài thả sức cướp bóc, Thành Mãi gắng sức chiến đấu mà chết. Con trai của Chu Bàn Long là Chu Phụng Thúc đưa 200 người xung kích vào sâu trong trận địa của quân Ngụy, Chu Bàn Long theo sát phía sau, đánh phá quân Ngụy đông đến vài vạn người. Tướng Tề là Lý An Dân đưa quân truy kích, đánh bại quân Ngụy.
Tháng 2, Du kích tướng quân của Tề là Hoàn Khang lại đánh bại quân Ngụy ở Hoài Dương.
Vì muốn đề phòng quân Ngụy lại đánh Hoài Bắc, tướng Tề là Viên Sùng Tổ dời quân phòng thủ ở Hạ Thái đến Hoài Đông. Không lâu sau, quân Ngụy quả nhiên đến, Viên Sùng Tổ soái quân vượt sông Hoài, đánh phá quân Ngụy.
Tháng 4, tướng Tề là Hoàn Tiêu Chi lĩnh vài vạn quân ngăn quân Ngụy, đóng trại ở nơi hiểm yếu, rồi cầu viện triều đình. Tề đế sai Lĩnh quân tướng quân Lý An Dân chỉ huy các tướng đến cứu, lại phái Duyện Châu thứ lại Chu Sơn Đồ từ Hoài Thủy vào Thanh Thủy (tức Tù Thủy) tiếp ứng. Nhưng cứu binh chưa đến, Hoàn Tiêu Chi đã bị quân Ngụy tiêu diệt, hơn 3 vạn người bị bắt mất.
Tháng 3 năm 482, Tề Cao đế Tiêu Đạo Thành mất, con trai ông là Tiêu Trách lên ngôi, tức là Tề Vũ đế. Trong thời gian 5 năm sau đó, Nam Tề - Bắc Ngụy không có chiến sự.

### Giai đoạn 487 - 488
Tháng 1 năm 487, người Tề là Hoàn Thiên Sinh khởi sự chiếm cứ thành cũ Nam Dương, thỉnh cầu quân Ngụy nam tiến. Tề Vũ đế sai Đại lý Đan Dương doãn Tiêu Cảnh Tiên và Đại lý Hộ quân tướng quân Trần Hiển Đạt chỉ huy toàn quân, thảo phạt Hoàn Thiên Sinh.
Hoàn Thiên Sinh dẫn quân Ngụy hơn vạn người đến Phê Dương, Trần Hiển Đạt sai Chinh lỗ tướng quân Đái Tăng Tĩnh đưa thủy quân đại phá quân Ngụy, tính ra giết chết và bắt sống đến vạn người.
Không lâu sau, Hoàn Thiên Sinh lại đưa quân Ngụy đến đánh Vũ Âm, gặp phải sự phản kích của tướng giữ thành là Ân Công Mẫn, Hoàn Thiên Sanh thụ thương chạy trốn.
Tháng 3 năm sau, tướng Tề đóng đồn ở Giác Thành là Trương Bồ bí mật liên kết với quân Ngụy, bị thú chủ ở Giác Thành là Hoàng Phủ Trọng Hiền phát giác, lĩnh binh chống cự. Hơn 3000 kị bộ quân Ngụy đến ngoài hào, tình thế nguy cấp, Hoài Âm quân chủ Vương Tăng Khánh lĩnh binh đi trước cứu viện, quân Ngụy rút lui.
Tháng 4, Hoàn Thiên Sinh quay lại dẫn quân Ngụy đến đóng ở Cách Thành, Tề đế mệnh Du kích tướng quân Tào Hổ đốc quân thảo phạt. Hoàn Thiên Sinh dẫn hơn vạn kị bộ quân Ngụy đến đánh, bị quân Tề đánh bại, bắt chém hơn 2000 người. Tiếp theo, quân Tề hạ được Cách Thành, lại bắt giết hơn 2000 người.
Quân Ngụy đắp thành ở Lễ Dương, sau khi Trần Hiển Đạt hạ được thành, lại đánh Phê Dương, hơn 10 ngày chưa hạ được, lại gặp phải quân Ngụy nhân đêm tối tập kích, bèn đưa quân về nam.

### Giai đoạn 493 - 495
Tháng 1 năm 493, Bắc Ngụy Hiếu Văn Đế nghe tin Tề Vũ đế ở Thạch Đầu thành chế tạo được 3000 cỗ xe không mái không màn, muốn đánh chiếm Bành Thành, nên cùng quần thần thương nghị việc nam phạt. Tề Vũ đế lấy Hữu vệ tướng quân Thôi Huệ Cảnh làm thứ sử Dự Châu, chuẩn bị đón đánh quân Ngụy.
Tháng 7, Tề Vũ đế Tiêu Trách mất, hoàng thái tôn Úc Lâm vương Tiêu Chiêu Nghiệp nối ngôi. Tháng 8, Bắc Ngụy Hiếu Văn Đế tự mình đưa hơn 30 vạn bộ kị đánh xuống phía nam; lấy Hà Nam vương Thác Bạt Cán làm Xa kị tướng quân, đô đốc quan hữu chư quân sự; lấy Tư không Mục Lượng, An nam tướng quân Lư Uyên, Bình nam tướng quân Tiết Dận làm phó, soái 7 vạn quân ra khỏi Tử Ngọ cốc.
Tháng 9, quân Ngụy vượt qua sông Hoàng Hà, tiến đến Lạc Dương. Vua Ngụy dùng danh nghĩa phạt Tề, mệnh cho các cánh quân tiếp tục nam tiến. Quần thần hết sức can ngăn, Ngụy đế đình chỉ việc dùng binh, tuyên bố quyết định dời đô đến Lạc Dương. Tháng 11, Ngụy đế sai sứ đến Tề.
Tháng 7 năm sau, Tây Xương hầu Tiêu Loan nhà Nam Tề đang nắm giữ trọng binh đã mưu sát Úc Lâm vương Tiêu Chiêu Nghiệp, lập Tân An vương Tiêu Chiêu Văn chỉ mới 15 tuổi lên ngôi. Tiêu Loan làm Phiếu kị đại tướng quân, lục thượng thư sự, Nghi Thành quận công, quyền thế càng lớn mạnh, ngay lập tức đại sát chư vương nhà Tề. Tháng 10, Tiêu Loan lại phế Tiêu Chiêu Văn, tự xưng Hoàng đế, đổi niên hiệu là Kiến Vũ năm đầu, đó là Tề Minh Đế.
Tháng 12, Ngụy đế lấy việc Tiêu Loan phế Tiêu Chiêu Văn làm lý do, cử binh đánh Tề; mệnh cho Chinh nam đại tướng quân Tiết Chân Độ đánh Tương Dương, Đại tướng quân Lưu Sưởng đánh Nghĩa Dương, Từ châu thứ sử Thác Bạt Diễn đánh Chung Li, Bình nam tướng quân Lưu Tảo đánh Nam Trịnh , còn lấy Thượng thư Lư Uyên làm An nam tướng quân, thống lĩnh các cánh quân tiền phong ở Tương Dương. Ngụy đế tự mình đưa quân đến Huyền Hồ , sai Lư Uyên cùng hợp sức đánh Giả Dương . Các thái thú của Nam Dương, Tân Dã nhà Nam Tề đều đóng cửa thành cố thủ không ra.
Tháng 1 năm 495, Tề Minh đế lấy các cánh quân ở Ti Châu do Vương Quảng Chi, Từ Châu do Hữu vệ tướng quân Tiêu Thản Chi, Dự Châu do Thượng thư Hữu bộc xạ Thẩm Văn Tú chỉ huy, chống lại quân Ngụy. Thái úy Trần Hiển Đạt nhà Tề đưa quân đến Tân Đình , Bạch Hạ, phô trương thanh thế.
Tháng 2, Ngụy đế đưa quân tiến đến Thọ Dương, hô hào rằng có 30 vạn quân, lại men theo Hoài Hà tiến xuống phía đông đến Chung Li. Tề Minh đế vội phái Tả vệ tướng quân Thôi Huệ Cảnh, Ninh sóc tướng quân Bùi Thúc Nghiệp cầm quân đến cứu Chung Li. Quân Ngụy đánh lâu không hạ được thành, thương vong nặng nề.
Tướng Ngụy là Lưu Sưởng, Vương Túc hô hào rằng có 2 vạn quân, rồi ra sức đánh Nghĩa Dương. Ti Châu thứ sử Tiêu Đản giữ thành cố thủ, tướng Tề Vương Quảng Chi soái quân cứu viện Nghĩa Dương, cách thành hơn trăm dặm, không dám tiến, Hoàng môn thị lang Tiêu Diễn nhân đêm tối từ đường nhỏ xuất phát, thẳng đến vị trí cách quân Ngụy chỉ có vài dặm. Quân Tề ở Nghĩa Dương thấy viện binh đã đến, tức thì phát động phản công, thuận gió phóng hỏa, trong ngoài giáp kích, đại bại quân Ngụy.
Tháng 3, Ngụy đế đến Thiệu Dương châu, trên cù lao xây dựng thành bảo, lại dựng 2 tòa thành ở 2 bên bờ sông Hoài, hòng ngăn trở viện binh nhà Tề. Tướng Tề Bùi Thúc Nghiệp phá tan cả hai tòa thành, đẩy lui quân Ngụy.
Tháng 5, tướng Ngụy là Thác Bạt Anh đưa quân đánh Nam Trịnh, nhiều lần chiến thắng, nhưng không có hậu viện nên phải đưa quân quay về Cừu Trì. Thành Dương vương Thác Bạt Loan nhà Bắc Ngụy đánh Giả Dương, chư tướng phối hợp không tốt, bị quân Tề đánh bại.

### Giai đoạn 497 - 499
Tháng 1 năm 496, Bắc Ngụy Hiếu Văn Đế hạ lệnh đổi họ Thác Bạt thành Nguyên, các họ Tiên Ti đều đổi thành họ Hán.
Tháng 6 năm sau, Bắc Ngụy Hiếu Văn Đế lại lấy đại quân 20 vạn người ở 5 châu Ký, Định, Doanh, Tương, Tế đánh Tề.
Tháng 8, Tề Minh đế phái Trực các tướng quân Hồ Tùng giúp Bắc Tương Thành thái thú Thành Công Kì giữ Giả Dương, Quân chủ Bảo Cử giúp thái thú 2 quận Tây Nhữ Nam, Bắc Nghĩa Dương là Hoàng Dao Khởi giữ Vũ Âm , chống lại quân Ngụy.
Tháng 9, Bắc Ngụy dời đô đến Lạc Dương. Bắc Ngụy Hiếu Văn đế tự mình đưa đại quân đi trước đến Tương Dương, 36 lộ binh mã của Bành Thành vương Nguyên Hiệp đi sau, hô hào rằng có trăm vạn quân. Ngụy đế lưu các tướng đánh Giả Dương, tự soái binh đến tiến xuống phía nam đến Uyển Thành, chiếm được thành ngoài, tướng giữ thành Phòng Bá Ngọc cố thủ thành trong, quân Ngụy không phá được.
Ngụy đế lưu binh vây đánh Nam Dương, mang theo một bộ phận binh mã đến vây Tân Dã. Tân Dã thái thú Lưu Tư Kị giữ thành chống lại. Tề Minh đế mệnh cho Từ Châu thứ sử Bùi Thúc Nghiệp dẫn binh cứu Ung Châu, Bùi Thúc Nghiệp nhận thấy quân Ngụy không khéo viễn chinh, ví thử đánh thẳng vào đất Ngụy, có thể chia tách binh lực 2 châu Ung, Ti của Ngụy, nên đánh Hồng Thành nhà Bắc Ngụy. Tề lại phái Thái tử Trung thứ tử Tiêu Diễn, Hữu quân tư mã Trương Tắc cứu Ung Châu.
Tháng 11, Tiền quân tướng quân Hàn Tú Phương mang 15 tướng hàng Ngụy. Cùng tháng, quân Ngụy đánh bại quân Tề ở Miện Bắc, bắt được tướng Tề là Vương Phục Bảo.
Tháng 12, Tề Minh đế sai Độ chi thượng thư Thôi Huệ Cảnh soái 2 vạn quân cứu Ung Châu lân nữa. Quân Tề chia binh theo nhiều đường đánh Ngụy, nhưng đều thất bại.
Tháng 1 năm 498, Thống quân Lý Tá nhà Bắc Ngụy hạ được Tân Dã, bắt giết Lưu Tư Kị, kinh động Miện Bắc. Tướng giữ các thành Hồ Dương, Giả Dương, Vũ Âm, Nam Hương nhà Nam Tề nối nhau trốn về phương nam.
Tề Minh đế lại phái thái úy Trần Hiển Đạt cứu Ung Châu, tiếp đó phái Tả vệ tướng Tiêu Huệ Hưu cứu Thọ Dương. Uyển Bắc Thành của Tề vào tháng 2 cuối cùng cũng bị quân Ngụy đánh hạ, tướng giữ thành Phòng Bá Ngọc ra hàng.
Tháng 3, tướng Tề là Thôi Huệ Cảnh, Tiêu Diễn ở Đặng Thành bị quân Ngụy đánh bại, chạy thoát về Tương Dương. 10 vạn quân Ngụy vây Phàn Thành, tiếp đến là Huyền Hồ.
Trấn Nam tướng quân Vương Túc nhà Bắc Ngụy tiến đánh Nghĩa Dương, tướng Tề Bùi Thúc Nghiệp đưa 5 vạn binh vây Qua Dương , để cứu Nghĩa Dương, đánh bại các cánh viện quân Ngụy của Phó Vĩnh, Lưu Tảo, Cao Thông.
Vương Túc giải vây Nghĩa Dương, cùng các Thống quân Dương Đại Nhãn, Hề Khang Sinh mang hơn 5 vạn binh đi cứu Qua Dương. Bùi Thúc Nghiệp thấy khí thế quân Ngụy rất thịnh, liền lui về Bảo Qua khẩu.
Tháng 7, Tề Minh đế Tiêu Loan mất, thái tử Tiêu Bảo Quyển nối ngôi. Ngụy đế vốn đã tính toán đưa đại quân tiến đánh, nghe tin vua Tề mất, lấy lý do "lễ bất phạt tang", vào tháng 9 rút quân.
Tháng 1 năm 499, thái úy Trần Hiển Đạt nhà Nam Tề đưa 4 vạn quân đánh Ngụy, muốn lấy lại 5 quận Ung Châu đã mất năm trước. Ngụy đế lệnh cho Tiền tướng quân Nguyên Anh lãnh binh chống lại. Trần Hiển Đạt nhiều lần đánh bại Nguyên Anh, vào tháng 2 chuyển sang đánh Mã Quyển Thành, kéo dài suốt 40 ngày, quân Ngụy hết lương phải phá vây mà chạy. Tướng Tề là Thôi Huệ Cảnh mang binh vây đánh Thuận Dương. Ngụy đế sai tướng đến cứu, lại phái binh đóng ở Quân khẩu cắt đứt đường lui của quân Tề. Trần Hiển Đạt đưa quân vượt qua Thủy Tây, ở núi Ưng Tử xây thành, cùng quân Ngụy quyết chiến, thảm bại, tử thương hơn 3 vạn người.
Tháng 4 năm ấy, Bắc Ngụy Hiếu Văn Đế vì bệnh nên phải lui binh về Lạc Dương, trên đường đi thì mất, thái tử Nguyên Khác nối ngôi, tức là Bắc Ngụy Tuyên Vũ đế. Cùng năm, nội loạn ở Tề lần lượt nổi lên, các tướng lĩnh như thái úy, Giang Châu thứ sử Trần Hiển Đạt nối nhau cử binh khởi sự.

## Kết quả
Tháng 1 năm 500, chính trị nhà Nam Tề tiếp tục biến động, Dự Châu thứ sử Bùi Thúc Nghiệp vì Tề đế giết hại đại thần mà hàng Ngụy, Tề đế hạ lệnh chinh thảo. Tháng 2, Ngụy phái binh cứu viện, nhưng viện binh chưa đến, Bùi Thúc Nghiệp đã mất vì bệnh.
Tháng 3, Tề đế mệnh cho Bình tây tướng quân Thôi Huệ Cảnh lĩnh thủy quân đánh Thọ Dương, Thôi Huệ Cảnh lại tạo phản cử binh vây Kiến Khang, nhưng không thành công.
Tháng 6. Quan quân tướng quân Trần Bá Chi nhà Nam Tề dẫn binh đánh Thọ Dương lần nữa, vào tháng 8 bị Bành Thành vương Nguyên Hiệp, Nhữ Âm thái thú Phó Vĩnh soái quân đánh bại, bị giết 9000 người, bị bắt 1 vạn người, khu vực Hoài Nam cũng bị quân Ngụy chiếm mất.
Sau này, nội loạn Nam Tề càng thêm kịch liệt, phân tranh không thôi, lại còn xây dựng cung điện, cực kỳ đẹp đẽ, trăm họ oán giận, quân tâm li tán, không còn khả năng cùng Bắc Ngụy tái chiến, chỉ 1 năm sau đã mất về tay nhà Lương.

## Bình giá
Chiến tranh Nam Tề-Bắc Ngụy, đôi bên đều dùng đến một lượng lớn binh sĩ, chiến trường rộng lớn, chiến đấu kịch liệt. Nam Tề quốc lực không mạnh, quân lực không thịnh, chính trị không ổn, nội loạn luôn phát sinh, cuối cùng thảm bại.